# Примат (право првенства)
Примат (лат. primatus првенство, прво мјесто од лат. primus први) , првенство, врховни положај, највиша част и власт у неком организованом друштву или дјелокругу.
- у филозофији: првенство бића над свијешћу, материје над духом;
- у психологији: првенство воље над разумом, воља прије разума;[1]
- у Католичкој цркви: првенство римског папе над свим осталим црквеним великодостојиницима: патријарсима, митрополитима, надбискупима, бискупима.
- у Православној цркви примат се заснива на древном поретку црквене пентархије, којим је регулисано првенство части међу православним поглаварима. Пре Великог раскола (1054), када је на хришћанском западу још увек постојала правоверна Римска црква, пентархијски редослед првенства међу архијерејским катедрама је гласио: Рим, Цариград, Александрија, Антиохија и Јерусалим.[4] Након Великог раскола и одвајања Рима,[5] као први међу једнакима у православном свету се по праву првенства почео сматрати цариградски патријарх.
- фигуративно:примат је првенство по рангу, преимућство, првествено право (на положај, на престо).[1][3]